# الفرع (نعمان)

تعديل مصدري - تعديل

الفرع هي إحدى قرى عزلة الغول بمديرية نعمان التابعة لمحافظة البيضاء، بلغ تعداد سكانها 31 نسمة حسب تعداد اليمن لعام 2004.